# 2018年朝美首脑会晤
2018年朝美首脑会晤（英語：2018 North Korea–United States summit，朝鲜语：／），亦稱美朝峰會，簡稱川金會，是一场由朝鲜民主主义人民共和国（下称朝鲜）和美利坚合众国（下称美国）於2018年6月12日在新加坡圣淘沙召开的首腦會談。
最初於2018年3月8日由白宫证实美国总统唐纳德·特朗普决定将与朝鮮勞動黨委員長兼朝鲜國務委员会委員長金正恩会面。这是朝鲜民主主义人民共和国成立和韓戰達成停战協議65年後，首次有在任美国总统与朝鲜最高领导人会见，亦代表美國正式承認朝鮮政權。國際社會對於本次會談高度重視，並期待兩國能透過對話解決長達25年的朝鮮核問題。

## 公布

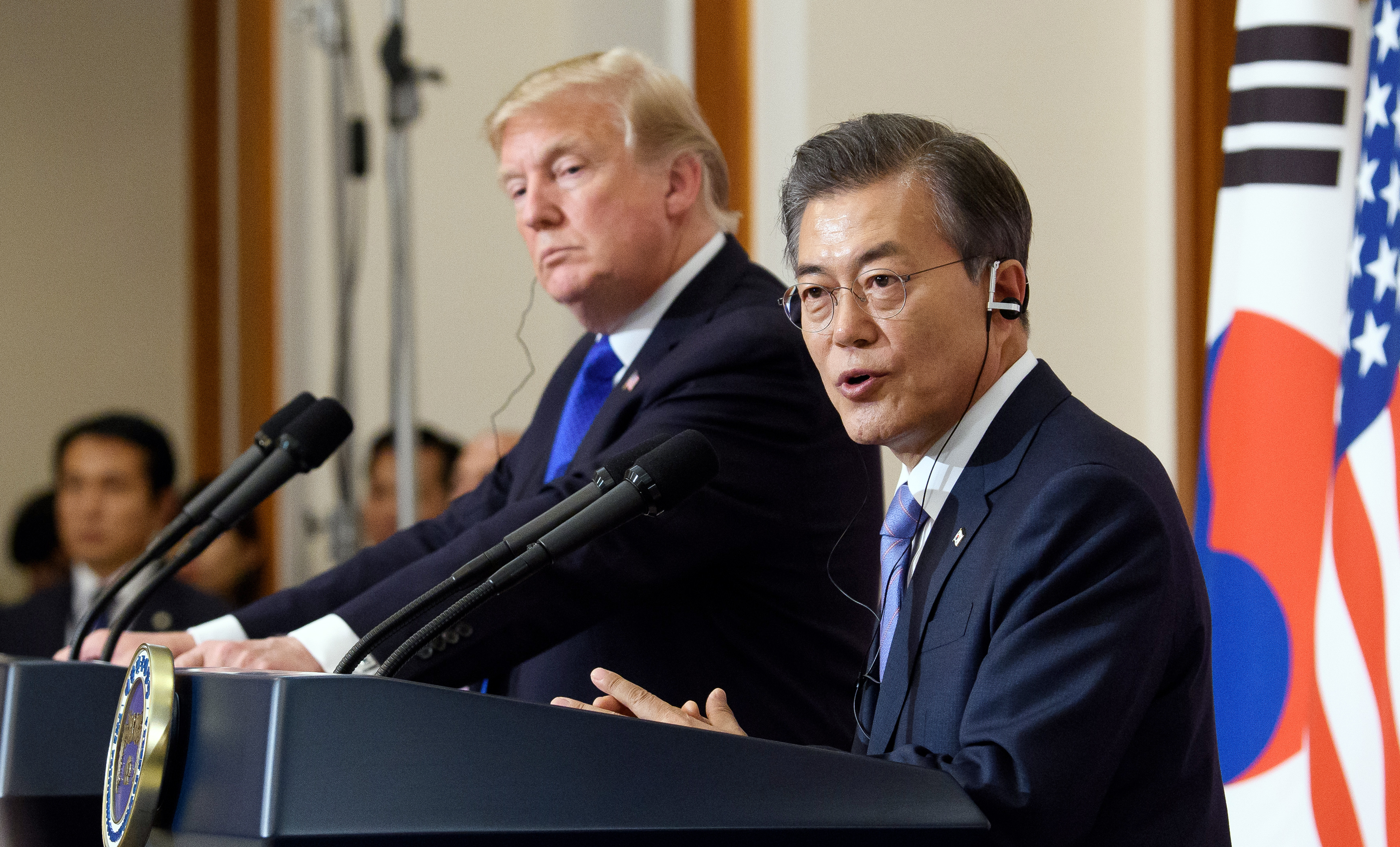
2017年11月，美国总统唐纳德·特朗普和大韩民国总统文在寅。

2018年3月5日，韩国的特使团宣布将于2018年4月底在板门店的和平之家举行第三次朝韩首脑会晤。在3月6日返回韩国后，国家安全顾问鄭義溶和国家情报总监徐薰于3月8日前往美国，向特朗普汇报2018年朝韩首脑会晤的情况，并向特朗普转达金正恩的邀请。大约一小时后，特朗普在听取汇报后决定接受美国与朝鲜的首脑会面。鄭義溶向公众宣布，朝美首脑会晤将于2018年5月举行。
此后白宫宣布，联合国对朝制裁将继续维持，直到达到美国和朝鲜之间的协议。白宮發言人桑德斯说，在特朗普会见金正恩之前，白宫仍需要看到朝鲜实现无核化的“具体可核实的步骤”。当天晚些时候，一位不愿透露姓名的特朗普政府官员告诉《华尔街日报》，特朗普仍会接受金正恩的邀请。
2018年3月12日至13日，鄭義溶访问了中国，并会见了中共中央总书记习近平以及中共中央的外事官员，就计划中的朝韩首脑会晤以及朝美首脑会晤征求其意见和协助。他还计划于2018年3月14日访问俄罗斯，就朝鲜和美国之间的高层会晤进行解释，以及为2018年即将举行的朝韩首脑会晤寻求指导意见。徐薰访问日本并与内阁总理大臣安倍晋三及其政府的外事官员就有关朝鲜半岛无核化和半岛永久和平机制这些议题进行磋商。
2018年4月8日，特朗普对记者说：“我们会在五月或六月初的某个时候举行会谈，我想双方都会很尊重对方，并希望我们就朝鲜的弃核问题达成协议。”
5月10日，特朗普宣布峰會將於2018年6月12日在新加坡舉行，這是在朝鮮政府釋放三名被拘留的美国籍囚犯後宣布的。

## 準備工作

### 预备会谈
3月18日，韩国外交部宣布，朝鲜、韩国和美国的非正式代表团将于4月在芬兰万塔举行去核化谈判（这类谈判以前曾被称为TRAK-2会谈）。据韩联社报道，朝鲜外务省北美局副局长崔康日将出席这次会晤，韩联社称之为“TRAK-1.5会谈”。
美东时间3月23日，美国国家安全顾问约翰·博尔顿在自由亚洲电台的采访中称：“若朝鲜在会谈中不打算像利比亚那样表示愿意放弃核武器，那么朝美会谈只是朝鲜用来争取时间的伪装罢了。”“像13-14年前的利比亚那样，必须商议将他们（朝鲜）的核武器和装备包装起来，移送至田纳西州橡树岭国家实验室”，“如果不商议此内容，那么此次会谈则是朝鲜为继续开发可移动核武器目标之下的伪装”。 

### 金正恩会见习近平
2018年3月25日至28日，朝鲜劳动党委员长兼朝鲜国务委员会委员长金正恩乘坐专列火车抵达北京，与中共中央总书记兼中国国家主席习近平会面，这是他执政六年后第一次公开的国事访问。新华社通稿称，朝鲜“致力于无核化”，并愿意与美国举行会谈。李克强、王沪宁、王岐山等中国领导人参与了与金正恩的会面。

### 朝中社关于首腦會談的宣示
据朝鲜中央通讯社（朝中社）的报导，朝鲜执政党朝鲜劳动党委员长金正恩于4月9日在其主持的朝鲜劳动党中央政治局会晤上，宣布了朝鲜半岛局势、4月27日朝韩首脑会晤的情况以及确认了5月与特朗普计划举行的首腦會談的决定。

### 朝鲜与美国的初步谈判
4月11日，在朝鲜与美国最近的一次接触中，朝鲜就美朝首腦會談提出了五项要求，作为解除朝鲜的洲际弹道导弹和核武器的条件。（1）美国撤除在韩国的核战略设备；（2）在美韩联合军演时停止出动战略资产；（3）美国保证不对朝鲜使用常規武器和核武器；（4）将朝鲜战争停战协定改为和平协定；（5）美国与朝鲜正式建交。虽然在以前朝鲜一般而言的要求是美国撤离驻韩美军，但现在朝鲜宣示，他们将接受美国在韩国多达25000人的驻军，只要朝鲜的安全得到保证。

### 2018年朝韓首腦會晤

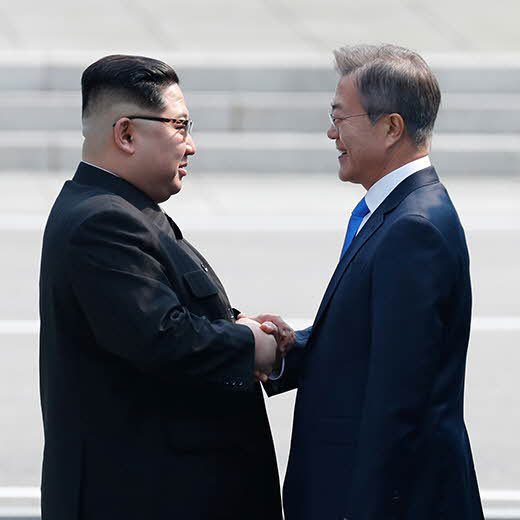
朝鲜最高领导人金正恩和大韩民国总统文在寅于2018年4月首脑会晤期間在板门店和平之家握手。

2018年4月27日，朝鲜民主主义人民共和国和大韩民国的领导人在板门店的和平之家进行了会晤，双方领导人同意在今年年底前彻底正式結束朝鮮戰爭。

### 特朗普一度揚言取消

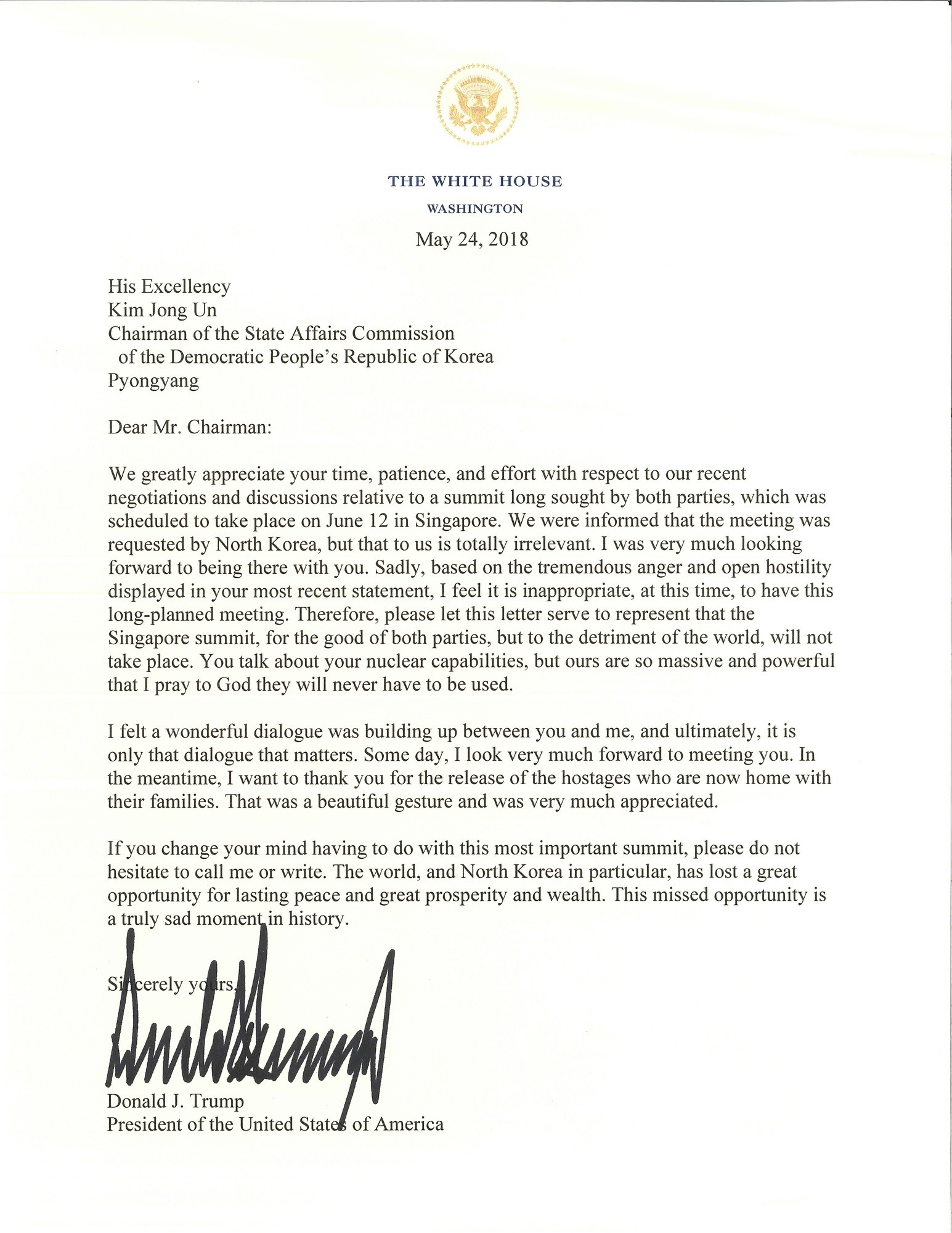
美國總統唐納德·特朗普致信朝鮮領導人金正恩，通知峰會取消。

美朝關係在美國于5月21日照常舉行美韓聯合軍演後出現變化，朝鮮不滿美國並沒有縮減軍演的規模，而朝鮮副外相崔善姬在5月24日表示不滿美國副總統彭斯的利比亞棄核模式言論，將向朝鮮領導層建議重新考慮美朝首腦會談之事，應否舉行取決於美國的決心和行動。同日朝鮮拆毀豐溪里核試驗場數小時後，特朗普向金正恩發表公開信，認為金正恩近期表現出「憤怒及公開的敵意」，不是會面的好時機，宣布取消美朝首腦峰會，並歡迎金正恩回心轉意。
朝鮮得知特朗普宣佈取消美朝首腦峰會後態度軟化，朝鮮外務省第一副外長金桂冠在5月25日更依照指示回應：「我們內心高度激賞特朗普總統能夠做出其他美國總統都不敢做的大膽決定，為這一場至關重要的高峰會付出心力。」他表示朝鮮對特朗普單方面宣布取消高峰會感到意料之外和遺憾，認為特朗普其決定不符合國際期望。朝鮮願意隨時面談，以任何形式解決問題，朝鮮為世界和朝鮮半島和平及穩定努力的承諾不變，舉辦高峰會是有逼切需要，而「特朗普方程式」也是實質化解雙方的疑慮明智之舉。
5月26日特朗普歡迎朝鮮釋出善意，仍對峰會抱持開放態度。特朗普表示，美國将因應最新情況，重新與朝鮮商讨让美朝首腦峰會如期於6月12日舉行。當特朗普被記者問及朝鮮是否在「玩遊戲」，他表示同意，並說「不單止朝鮮在玩遊戲，自己也在玩。每個人都在玩。」

### 峰會如期舉行
6月1日美國認為朝鮮方面對於峰會態度轉軟，不再抱有強大敵意，與朝鮮勞動黨中央委員會副委員長金英哲多次協議後宣布，川普會如期在6月12日與金正恩會面。

## 会晤地点

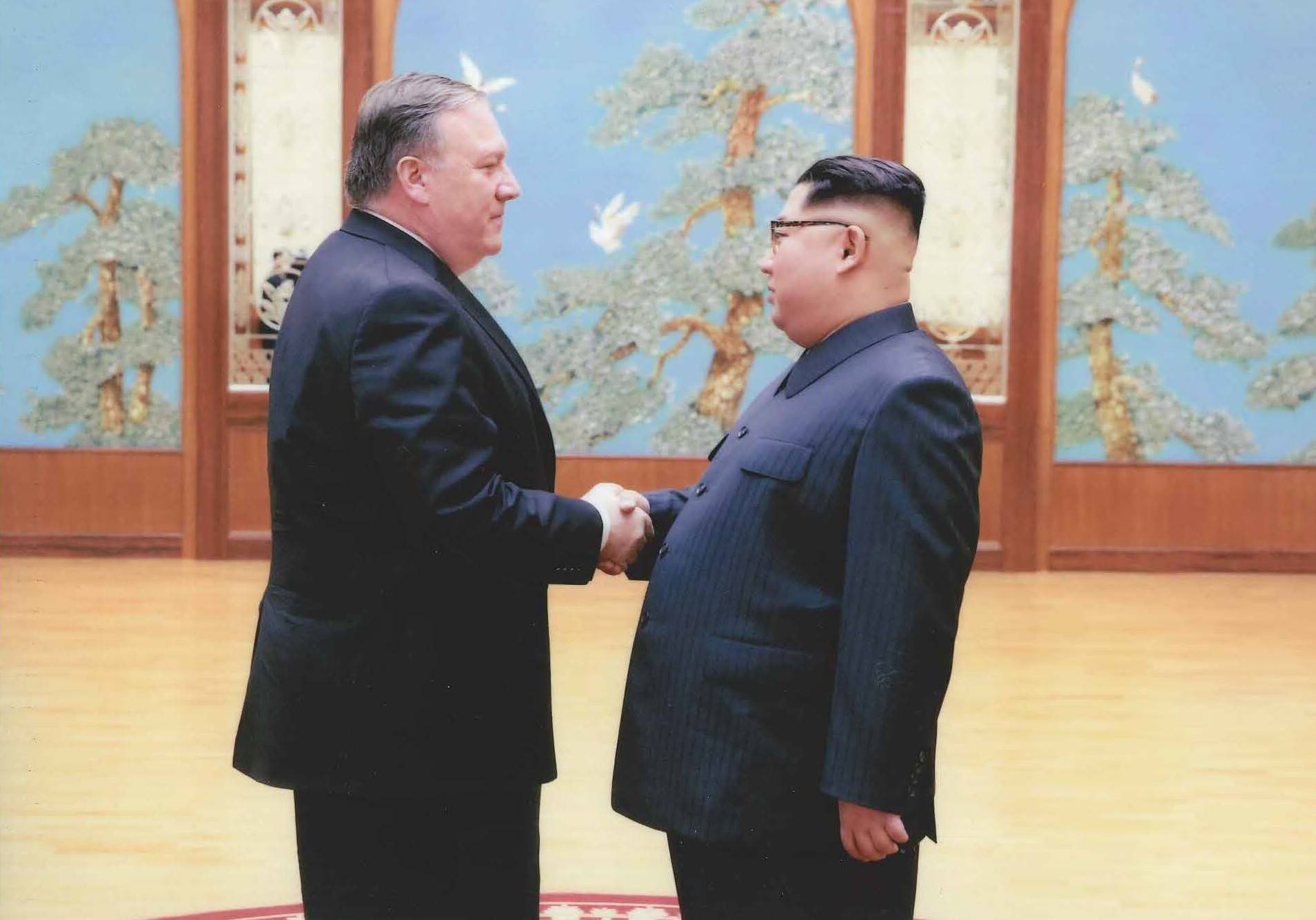
2018年4月，時任美國中情局長蓬佩奧在平壤與金正恩會面，爲18年來美朝最高層會唔。

3月31日和4月1日，已獲特朗普提名爲美國國務卿的時任中央情報局局長蓬佩奧在平壤密会金正恩，为峰会打好铺垫，包括讨论可能的会面地点。4月17日，特朗普于海湖庄园会见日本首相安倍晋三的当天，消息人士向记者透露了此事。
美国官员表示，最有可能双方都认可的地点将在东南亚或欧洲，特别是新加坡（曾舉行两岸领导人会面，同時亦是美國盟友）、越南（自1995年以来和美国建立外交關係的共产主义国家）、泰国、瑞士（金正恩和他的2个妹妹曾在那里接受教育，亦為中立国）或瑞典（其驻朝鲜大使馆是美国与朝鲜之间的沟通管道）。会谈的另一个可能的位置将是蒙古乌兰巴托，该国近年来协助举行了一些涉及区域和国际利益攸关方的会谈，并可从朝鲜乘火车前往。
后来增加的拟议地点包括朝鲜平壤（受到朝方的青睐）；朝韩和平之家（2018年朝韩首脑会晤的地点，可能会受到朝美双方的青睐）；俄罗斯港口城市海參崴（金正恩可以通过陆地以及海上和附近的维亚茨科耶到达，苏联官方档案里金正恩的父亲金正日出生之地）；中国的一个城市，比如沈阳、长春或北京（受中方青睐）；韩国首尔或济州岛；或者，位于国际水域的美国船只上。最後選定於新加坡。

## 会晤过程
美國白宮6月11日稱，特朗普與金正恩的會面會持續一日，特朗普會在會面之後於當晚會見記者，之後在夜晚八時左右離開新加坡。

### 领导人抵达
特朗普在出席第44届七国集团会议后提前4小时离开，其专机于当地时间6月10日20时20分抵達新加坡巴耶利峇空軍基地，受到新加坡外交部长维文迎接。特朗普随后入住新加坡香格里拉大酒店。
金正恩则于当地时间6月10日下午14时35分许从平壤顺安国际机场乘坐航班号为CA61/CCA061（经由北京上空前为CA122/CCA122）、注册编号B-2447的中国国际航空波音747-400型客机抵达新加坡樟宜机场。中國外交部6月11日指，中國國際航空是應朝方要求提供客機。據悉，該客機曾作為中國國務院總理李克強的行政專機。此前，高麗航空一架编号P-914的伊尔-76运输机已将专车及食物等保障性物资运往新加坡。高丽航空的一架伊尔-62在金正恩乘坐的国航专机降落后不久抵达新加坡。

### 工作会晤
新加坡总理李显龙于6月10日下午在新加坡總統府会见金正恩，并在6月11日中午會見特朗普。。
美国驻菲律宾大使金星容与朝鲜外务省副相崔善姬于6月11日上午在新加坡丽嘉登美年大酒店会面，就会谈协议内容进行最后协调。

### 会面

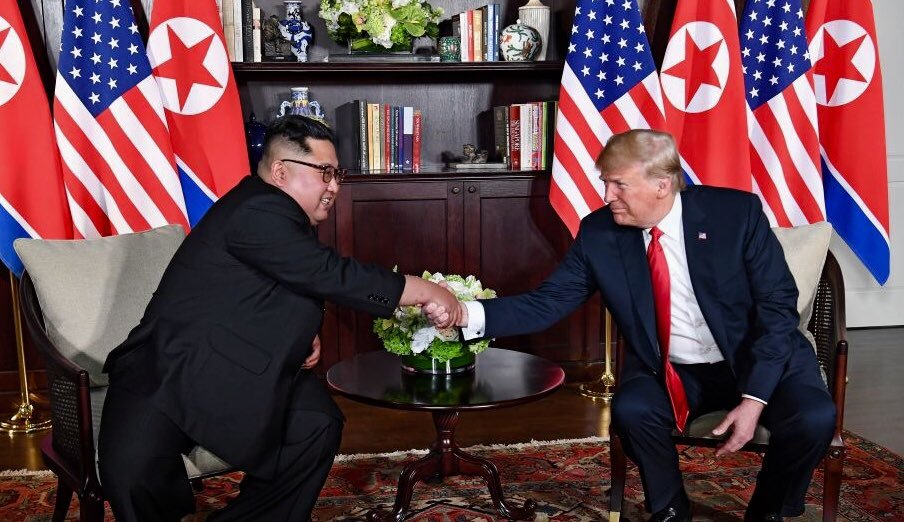
特朗普与金正恩在单独会谈前握手

新加坡当地时间6月12日上午9时04分，特朗普与金正恩在嘉佩乐酒店户外庭院的正中央握手。9时16分，二人举行单独会谈，现场只有翻译人员陪同，会谈持续至9时52分。朝中社通稿指，“两国首脑就对结束持续数十年的敌对的朝美关系，使朝鲜半岛迎来和平与稳定具有重要意义的实质性问题坦诚交换了意见。”
单独会谈结束后，双方举行大范围会谈，除双方领导人外，列席会晤的有：
| 朝鲜： - 朝鲜劳动党中央委员会副委员长金英哲 - 朝鲜最高人民会议外交委员会委员长李洙墉 - 外务相李勇浩 | 美国： - 国务卿彭佩奥 - 国家安全顧問波顿 - 白宫幕僚长凯利 |

扩大会谈于11时34分左右结束。当天中午，美朝双方代表团共进工作午餐。下午1时42分，两国首脑签署关于半岛无核化、恢复两国关系的联合公报。

## 聯合聲明
兩人於會面後簽署了聯合聲明，指出：
1. 美国与朝鲜致力于根据两国人民对和平与繁荣的愿望建立新型美朝关系。
2. 美国与朝鲜将共同努力在朝鲜半岛建立一个持久、稳定的和平机制。
3. 朝鲜重申2018年4月27日签署的《板门店宣言》，承诺为实现朝鲜半岛完全无核化作出努力。
4. 美国与朝鲜承诺进行战俘和失踪人员遗骸挖掘工作，并立即遣送已发掘和确认的遗骸。

## 反应
- 中华人民共和国：中共中央总书记、国家主席习近平在3月11日与特朗普的通话中表示，中方对通过朝美首脑会晤这种外交方式解决朝鲜核问题的计划表示赞赏。
- 俄羅斯：外交部部长拉夫罗夫说：“这是朝着正确方向迈出的一步，而不是‘火与愤怒’。”，他还表示，美国和朝鲜之间的会谈安排对于朝鲜半岛周边局势的稳定至关重要。[77]
- 德国：总理默克尔就美朝首脑会谈发表了自己的看法。她认为这是解决朝鲜核问题的“希望之光”。默克尔还表示：“如果我们能推进缓和，那将是了不起的。”[78]
- 大韓民國：青瓦台表示，朝鲜没有正式对朝美首脑会晤做出宣示。韩国政府认为，由于此次会晤重要性极大，以至于朝鲜方面对此采取了审慎的措施，并且推迟了回覆的时间。[79]
- 英国：该国派出的歐洲議會議員、欧洲议会代表团代表尼拉吉·德瓦（英语：Nirj Deva）承认，他们已经与朝鲜高级官员进行了三次秘密会晤，以解决洲际弹道导弹与核武器问题。国际奥委会副主席鲁皮格建议联合国参与特金会谈，以给予他们一个国际视野。[80]
- 美国：4月9日就任总统国家安全事务助理的博尔顿表示，会晤应该集中致力于像13-14年前利比亚那样的无核化。[81]他表示如果无核化，他会将其核武器运往田纳西州的橡树岭。[81]但他也警告说，如果朝鲜没有准备好进行真挚的无核化对话，那朝美会谈将成为非常短暂的会谈。[81]
- 马来西亚：首相马哈迪·莫哈末對於2018年朝美首脑会晤表示歡迎，並表示世界不應對金正恩懷疑並應學習他對於和平的期盼。[82]在東京的一個記者會上， 馬哈迪希望朝美首次峰會能取得好結果，[83]並表示馬來西亞重開北韓駐當地大使館，改善因金正男遇刺事件而低落的兩國關係。[84]
- 新加坡：作为东道国，该国欢迎美国和朝鲜领导人前来新加坡举行会谈，并希望这次峰会能为朝鲜半岛带来永久的和平与稳定。外交部长维文说：“美朝峰会的筹备工作进展顺利，并指这是我国为世界和平所做出的贡献。”维文也说，后勤、保安和外交方面的筹备工作正有序地进行。但他表示，目前要预测峰会的成果还言之过早。维文说，峰会能够召开，让美国总统和朝鲜领导人坐下来，开诚布公地讨论各种议题，已经算是一项创举。[85]
- 中華民國：外交部部長吳釗燮表示樂見美國與北韓高峰會談達成具體共識，將續配合國際社會作為共促區域和平穩定[86]。該國熟悉國安高層人士則指出，總統蔡英文一直透過各種方式來掌握川金會相關訊息，並與相關國家保持密切且暢通聯繫[87]。
- 几位立法者和外交政策专家对特朗普同意召开首脑会晤的决定表示担忧，其原因为美国和朝鲜之间缺乏信任，低级官员的准备不足。有人说，特朗普可能会因为谈判失败而陷入困境，因为人们怀疑金正恩是否愿意放弃对于朝鲜在世界上的地位起核心作用的核子武器。[88]

## 外部連結
- 《特金会专题报道（页面存档备份，存于）》（新加坡新传媒8频道新闻）
- YouTube上的《开拓朝美关系新历史的世纪性会晤》（朝鲜中央电视台2018年6月14日播出）
  - YouTube上的【中文字幕】朝鲜官方纪录片《新加坡美朝峰会》朝鲜中央电视台，特金会纪录片，川金会，川普，特朗普，金正恩（配有日文、简体中文翻译字幕）